# Assassin's Creed Syndicate
Assassin's Creed Syndicate is een action-adventurespel ontwikkeld door Ubisoft Quebec in samenwerking met acht andere Ubisoft-studio's en uitgegeven door Ubisoft. Het spel werd uitgebracht voor PlayStation 4, Xbox One en Microsoft Windows. Het is het achttiende deel in de Assassin's Creed-reeks en het vervolg op Assassin's Creed Unity, dat in 2014 uitkwam.
Het spel speelt zich af in Londen in 1868 tijdens de industriële revolutie. Het verhaal volgt de tweeling Jacob en Evie Frye die leven in een wereld van georganiseerde misdaad tijdens het victoriaans tijdperk en vechten tegen de gevestigde orde, bestuurd door de Tempeliers.

## Gameplay
Voor het eerst in de Assassin's Creed-serie kan de speler vrij wisselen tussen twee verschillende hoofdpersonen, op een manier die te vergelijken is met Grand Theft Auto V. Het mannelijke hoofdpersonage Jacob Frye is een heethoofdige ruziezoeker, gespecialiseerd in gevechten op korte afstand, terwijl zijn tweelingzus Evie sterk is in stealth en afhankelijk is van haar intelligentie en verstand.
De hoofdwapens van de Assassijnen zijn dit keer boksbeugels, een compacte revolver, een stokzwaard en het traditionele Nepalese gebogen kukri-mes. Gevechten gaan nu op een sneller tempo dan voorheen omdat de zogenoemde vertraging (latency) met de helft is teruggebracht en meerdere vijanden tegelijk de speler aanvallen. Verder maken nieuwe reissystemen hun debuut in het spel, zoals een touwpistool dat spelers de mogelijkheid biedt om van gebouwen te abseilen of een tokkelbaan te creëren tussen gebouwen, koetsen, die allemaal bemand kunnen worden of simpelweg in het bezit kunnen komen van de speler, en treinen. De daken van rijdende koetsen kunnen ook de setting zijn van een gevecht en achtervolgingen. Londen is in het spel ongeveer 30% groter dan Parijs in Unity en bestaat uit zes boroughs: Westminster, de Strand, de City of London, Whitechapel, Southwark en Lambeth. Om Ubisoft Québec de mogelijkheid te bieden zich te concentreren op het tot leven brengen van deze kaart, bevat het spel geen multiplayermodus.

## Plot
In 1868, aan het einde van de industriële revolutie, waarin het broederschap nog lang niet is uitgeroeid, verlaten de tweeling Jacob (Paul Amos) en Evie Frye (Victoria Atkin) Crawley en vertrekken ze naar Londen. Bij aankomst treffen ze een stad aan die wordt bestuurd door de Tempeliers, waarin zowel de kerk als de monarchie macht verliest. Jacob en Evie, opgevoed als Assassijnen om het credo te volgen, stellen zich het doel de stad terug te nemen van het bewind van de Tempeliers door de criminele onderwereld van Londen te infiltreren en te verenigen, geholpen door opmerkelijke personen uit die tijd zoals romanschrijver Charles Dickens en bioloog Charles Darwin.

## Productie
Assassin's Creed Syndicate is het tweede grote spel in de serie dat niet ontwikkeld is door Ubisoft Montreal, waarin het Assassin's Creed Rogue uit 2014 opvolgt. Op 2 juli 2014 maakte Ubisoft bekend dat Ubisoft Quebec de leiding zou nemen in de ontwikkeling als deel van een "grote investering" in de studio, die had geholpen met het maken van zes eerdere spellen en ook De tirannie van koning Washington en Freedom Cry, downloadbare inhoud voor Assassin's Creed III en Assassin's Creed IV: Black Flag, had gemaakt. Marc-Alexis Côté dient als de creative director voor het spel nadat hij al op verschillende posities had gewerkt voor Assassin's Creed: Brotherhood, Assassin's Creed: Revelations, Assassin's Creed III en Freedom Cry. François Pelland keert terug als senior producer na Assassin's Creed III, nadat hij ook uitvoerend producent was voor alle drie de spellen tussen III en Syndicate. Lydia Andrew is de audioregisseur van het spel en keert terug na Assassin's Creed III, Black Flag en Unity.
Informatie van het spel, eerder Assassin's Creed Victory genoemd, lekte voor het eerst uit op 2 december 2014, via de website van Kotaku, die details en schermafbeeldingen publiceerden van een zeven minuten durende "target gameplay footage"-video die de site had weten te bemachtigen. Ubisoft bevestigde dat nieuws later op dezelfde dag in een verklaring waarin het bedrijf uitte teleurgesteld te zijn namens de fans en de ontwikkelingsteams dat "intern bezit, niet bedoeld voor publieke consumptie" uitgelekt was, maar ook dat ze enthousiast waren om op een latere datum officieel te onthullen waar de studio aan had gewerkt.
Deze datum bleek 12 mei 2015 te zijn, nadat Ubisoft dit bekendmaakte op 7 mei. Toch lekte er weer informatie uit door Kotaku, dat op dezelfde dag de definitieve titel van het spel onthulde en publiceerde op 11 mei de eerste namen van de twee hoofdpersonen uit het spel, Jacob en Evie, samen met afbeeldingen van Evie.

### Historisch advies
Historicus Jean-Vincent Roy diende als adviseur van het spel, hij begon in mei 2013. Voorheen gaf hij al advies voor Assassin's Creed III en had hij al vele andere posities bij Ubisoft.